# Rehab (Rihanna)
"Rehab" je pop/R&B pjesma barbadoške pjevačice Rihanne. Objavljena je kao osmi i posljednji singl s njenog trećeg studijskog albuma, Good Girl Gone Bad, 10. prosinca 2008. godine u izdanju diskografske kuće Def Jam Recordings.

## O pjesmi
Pjesmu "Rehab" napisali su Justin Timberlake, Timbaland i Hannon Lane. Sadrži Timberlakeove i Timbalandove pozadinske vokale u svom refrenu.
"Rehab" je premijerno puštena na američkom radiju 7. listopada 2008. godine. Trebala je biti objavljena u kolovozu 2008. godine u Ujedinjenom Kraljevstvu, ali su je odgodili zbog digitalnog objavljivanja pjesme "Disturbia" i mogućeg objavljivanja pjesme "Breakin' Dishes". Čak i bez službenog izdanja počela s puštanjem na radiju krajem rujna. Puštena je na radijskoj postaji New York City's Z100 (WHTZ) krajem rujnu. Bila je peta najslušanija pjesma u Australiji u svom prvom tjednu
U travnju 2009. godine Timbaland je objavio novi remiks pjesme na Internetu nazvan "Timbaland Remix".

### Uspjeh na top ljestvicama
Pjesma je debitirala 18. listopada 2008. godine na 73. mjestu Billboardove ljestvice Pop 100. Kasnije se popela na 19. mjesto. Pjesma je 5 tjedana bila na ljestvici Bubbling Under R&B/Hip-Hop Singles na kojoj je dospjela na 8. mjesto u rujnu. U studenom, točnije 8. studenog pjesma je debitirala na 20. mjestu na ljestvici Bubbling Under Hot 100 Singles, a idućeg tjedna popela se na 10. mjesto. Službeno je debitirala na ljestvici Billboard Hot 100 na 91. mjestu, a 3. siječnja 2009. godine popela se na 18. mjesto i tako postala Rihannin 7. singl koji je dospio na jedno od prvih 20 mjesta na ljestvici Billboard Hot 100 s njenog albuma Good Girl Gone Bad, te njen 14. singl koji je dospio na jedno od prvih 40 mjesta. Na ljestvici Hot R&B/Hip-Hop Songs debitirala je na 89. i kasnije se popela na 52. mjesto.
"Rehab" je debitirala na 24. mjestu novozelanske ljestvice RIANZ, a sljedećeg tjedna popela se na 19. mjesto. Tako je postala Rihannin sedmi hit na jednom od prvih 20 mjesta te ljestvice s albuma Good Girl Gone Bad. Kasnije se popela na 12. mjesto i dobila zatnu certifikaciju jer je nakon 20 tjedana prodano preko 7.500 primjeraka. U Australiji, "Rehab" je debitirala na 62. mjestu na ljestvici ARIA Singles Chart i samo zbog prodanih digitalnih primjeraka popela se na 26. mjesto.
Iako nije bilo potvrđenog izdanja na CD singlu, 23. studenog 2008. godine pjesma je debitirala na 51. mjesto na britanskoj ljestvici UK Singles Chart samo zbog digitalnih primjeraka. Kasnije je zauzela 16. mjesto. Iako je to Rihannin drugi singl na najnižem mjestu te ljestvice (najniži s albuma  Good Girl Gone Bad), to je njen 12. singl koji je dospio na jedno od prvih 20 mjesta na njoj. 16 tjedana pjesma je provela između prvih 100 mjesta prije nego što je otišla s te ljestvice.
U Kanadi pjesma je samo zbog digitalnih primjeraka debitirala na 56. mjestu ljestvice Canadian Hot 100, a kasnije se popela na 19. mjesto.

## Kritički osvrt
Pjesma je primila uglavnom mješovite recenzije.

### About.com
Bill Lamb je za About.com izjavio da nije baš impresioniran pjesmom, nazvao je "na neki način razočaravajućom... 'Rehab' jednostavno previše zvuči kao drugi dio pjesme 'What Goes Around.../...Comes Around'".

### Entertainment Weekly
Časopis Entertainment Weekly dao je pjesmi negativnu kritiku, izjavio da je "tužna prevelika doza melodrame srednjeg tempa".

### Pitchfork Media
Pitchfork Media nazvao je pjesmu "blagim ali solidnim ulaskom u brzo rastući Timberlakov katalog" iako je potvrdio da "dobro je ne nagađati kako bi moglo zvučati da Timberlake pjeva cijelu stvar, a ne samo pozadinske vokale. Njegov falseto je savršen da prenese pjesminu tugu, tužni osjećaj. Rihanna, međutim... ne baš."

### Allmusic
Allmusic pjesmu je stavio na svoj popis izabranih pjesama.

### Billboard
Časopis Billboard dao je pjesmi pozitivnu kritiku: 
»Iako je 'Rehab' uvijek bila vrhunac albuma, zvuči malo zastarjelo, 18 mjeseci nakon njenog debitiranja. Tako reći, nema sumnje da je Rihanna vatra na ljestvicama i neće biti iznimke s ovim gracioznim Timberlakovim pozadinskim vokalima i produkcijom ispunjenom napetošću, koja daje kontrast violinama i gitarama. Još jedan lijep ulaz na radio sigurno će pokazati kako voljeti.«

## Popis pjesama
iTunes Singl
1. "Rehab" – 4:54
2. "Rehab" (Instrumental) – 4:54

UK iTunes Singl
1. "Rehab" (uživo) – 4:46
2. "Rehab" (spot) – 4:45

Promotivni CD
1. "Rehab" – 4:54
2. "Rehab" (Radio edit) – 4:05
3. "Rehab" (Instrumental) – 4:54

## Videospot
Rihanna i Justin Timberlake snimili su spot pod redateljskom palicom Antonyja Mandlera u parku Vasquez Rocks Park izvan Los Angelesa 21. listopada 2008. godine. Mjesto gdje je snimljen spot kasnije je koristio britanski ženski glazbeni sastav Sugababes za spot za njihov singl "About a Girl".
Premijera spota bila je 17. studenog 2008. godine na stranici MTV.com i u njemu je korištena radijska inačica pjesme.
U spotu su prikazane izmiješane scene Rihanne i Timberlakea zajedno u pustinji i u kamp prikolici. Postoje dnevne i noćne scene spota, različito osvjetljenje i objektivni efekti, poput zelenih i ružičastih boja ekrana, kao i crno-bijelih scena. Nose različite kostime u različitim scenama.

## Top ljestvice
| Top ljestvica (2009.)       | Najviša pozicija |
| --------------------------- | ---------------- |
| Australija                  | 26               |
| Austrija                    | 9                |
| Kanada                      | 19               |
| Danska                      | 16               |
| Nizozemska                  | 3                |
| Njemačka                    | 4                |
| Irska                       | 22               |
| Italija                     | 21               |
| Novi Zeland                 | 12               |
| Norveška                    | 4                |
| Rumunjska                   | 4                |
| Švedska                     | 28               |
| Švicarska                   | 13               |
| Ujedinjeno Kraljevstvo      | 16               |
| UK R&B Chart                | 7                |
| SAD (Billboard Hot 100)     | 18               |
| SAD (Hot R&B/Hip-Hop Songs) | 52               |
| SAD (Pop 100)               | 19               |

### Godišnje ljestvice
| Ljestvica (2009.)      | Pozicija |
| ---------------------- | -------- |
| European Hot 100       | 93       |
| Ujedinjeno Kraljevstvo | 139      |

## Povijest objavljivanja
| Država  | Datum              | Format             |
| ------- | ------------------ | ------------------ |
| SAD     | 7. listopada 2008. | airplay            |
| Italija | 10. prosinca 2008. | digitalni download |
| Europa  | 9. siječnja 2009.  | CD singl           |